# توکان سینه‌سرخ
توکان سینه‌سرخ(نام علمی: Ramphastos dicolorus) نام یک گونه از سرده توکان است.